# Менон (сын Менеклида)
Менон (др.-греч. Μένων) — античный политик V века до н. э. родом из фессалийского города Фарсала. Сведения о Меноне практически отсутствуют в античных письменных источниках. Современные представления о биографии персонажа основаны на комплексном историческом анализе. Антиковеды считают, что Менон помог стратегу Кимону во время важной для Афин осады Эйона в ходе греко-персидских войн. За свои заслуги он получил права афинского гражданина и стал принимать активное участие в жизни города. Предположительно в 473—472 годах до н. э. занимал должность архонта и породнился с влиятельным знатным родом Филаидов, к которому относился Кимон. Через несколько лет после остракизма Кимона (461 год до н. э.) Менон был изгнан из города.

## Проблемы идентификации
Античные письменные источники содержат лишь несколько упоминаний Менона. Демосфен дважды указывает, что фарсалец Менон во время осады афинянами Эйона 475 года до н. э. прислал стратегу Кимону на помощь 200 или 300 всадников, а также 12 талантов серебра.
Имя Менона встречается в «Лексиконе» Гесихия (V век н. э.): «Некоторые сообщают, что Менон был изгнан остракизмом». Вплоть до середины XX века это упоминание Менона историки не воспринимали всерьёз. Единичное описание остракизма, сделанное автором жившим через 9 веков после того времени в истории афинской демократии, когда применяли такую процедуру, не заслуживало доверия. Однако свидетельство Гесихия было подкреплено археологическими находками. В районе Керамика нашли около 600 остраконов с именем Менона, сына Менеклида из дема Гаргетт. 600 остраконов, дошедших до наших дней, вывели Менона в пятёрку «лидеров» среди всех античных афинских политиков. Перед историками возникла задача идентификации этого загадочного Менона, который был настолько влиятельным, что подвергся, либо, по меньшей мере, мог быть подвергнут остракизму, о котором практически ничего не сообщали письменные источники. Необычность ситуации усугублялась множеством ошибок на остраконах. На них Менон мог фигурировать как сын Менандрида, Менекла, Мегакла. Афиняне путали не только имя отца, но и дем, к которому был приписан Менон. Случай в определённом смысле слова беспрецедентный. Афиняне желали изгнать человека, толком не зная его полного имени.

## Биография
Комплексный анализ, произведённый профессором Э. Раубичеком, позволил восстановить биографию этого позабытого персонажа. После помощи войску афинян под руководством Кимона Менон постановлением Народного собрания получил права афинского гражданства. После этого он переехал в Афины, где был приписан к дему Гаргетт и, по всей видимости, стал принимать активное участие в политической жизни Афин. Выбор Меноном дема «прописки» был, по всей видимости, неслучайным. В нём проживали близкие фессалийцу Филаиды, с которыми у него сложились дружеские и ксенические отношения. В 473—472 годах до н. э. он занимал номинальную высшую должность архонта-эпонима Афин
В Афинах Менон поддерживал тесные связи с Кимоном и возглавляемым им родом Филаидов. Возможно, он даже породнился с ведущим политиком Афин того времени. В частности, Кимон назвал своего сына Фессалом, а Менон — Фукидидом (имя из ономастикона Филаидов). Поэтому, когда впоследствии противники Кимона одержали победу и изгнали знаменитого полководца из города, подобная угроза нависла и над его сторонниками. Одной из жертв этой внутриполитической борьбы и стал Менон. Помимо прочего ему инкриминировали какое-то предательство, простоту и взяточничество, о чём свидетельствуют надписи на остраконах «ἐκ προδοτῶν» («из изменников», «из предателей»), «ἀφελής» («простой», «неизысканный»), «δωροδοκώτατος» («взяточник из взяточников»). Данный анализ и жизнеописание позволяют объяснить причину множества ошибок в патронимике и демотике Менона. Политик жил в Афинах недавно, возможно, длительное время проводил вне города и, соответственно, его полное официальное имя не было известным всем полноправным жителям Аттики.
Э. Раубичек датирует остракизм Менона 457 годом до н. э. В этом году произошла битва при Танагре между войсками Афин и Спарты. Поражение афинян в сражении было обусловлено предательством фессалийской конницы. Происхождение Менона из Фессалии и близость к «лаконофилу» Кимону должны были вызвать обвинения в предательстве, которые отображены на остраконе. Российский историк профессор И. Е. Суриков считает, что надпись «из предателей» на остраконе связана с общим отношением афинян к фессалийцам. После изгнания Менон переехал в свой родной Фарсал. Остракизм предполагал изгнание, но не лишение афинского гражданства. Потомков Менона упоминают несколько античных источников, в том числе Платон и Ксенофонт, среди афинских военачальников и мыслителей. Потомок Менона, также Менон, выступает собеседником Сократа в диалоге Платона «Менон», с негативной стороны описан Ксенофонтом в качестве генерала, принимавшего участие в «Анабасисе Кира».